# L’Orient-Le Jour
L’Orient-Le Jour ist eine libanesische Tageszeitung in französischer Sprache. Sie enthält die monatliche Kulturbeilage L’Orient littéraire.

## Geschichte
Am 15. Juni 1971 fusionierten die zwei französischsprachigen Zeitungen L’Orient (im Jahre 1924 gegründet von Gabriel Khabbaz und Georges Naccache) und Le Jour (gegründet im Jahre 1934 von Michel Chiha) zur L’Orient-Le Jour.
Die Tageszeitung hat nach Angaben aus dem Jahr 2020 eine Auflage von 15.000 Exemplaren und durchschnittlich eine Million Unique Visits monatlich auf ihrer Website. Sie ist die einzige französischsprachige Tageszeitung im Libanon und im Nahen Osten mit Ausnahme von Ägypten (Le Progrès égyptien).
L’Orient-Le Jour behandelt sowohl libanesische Innenpolitik als auch die internationale Politik, Kultur, Wirtschaft, Sport etc. Sie gibt Schriftstellern, Denkern, Intellektuellen die Möglichkeit ihre Gedanken zu publizieren.
Eine 1929 von Georges Schehadé gegründete Literaturzeitschrift erscheint jeden ersten Donnerstag des Monats unter dem Namen L’Orient-Littéraire als Literaturbeilage der Zeitung. Ebenso wird jeden letzten Samstag des Monats die Jugendbeilage L’Orient-Le Jour Junior für zwölf- bis sechzehnjährige Leser beigefügt. 1976 starb der Zeitungsdirektor Edouard Saab als ziviles Opfer im libanesischen Bürgerkrieg.
Die Herausgeber der Zeitung waren und sind:
- 1971–1985 Pierre Eddé
- 1985–1990 Ghassan Tuéni
- 1990–0000 Michel Eddé

Im selben Verlag erscheint monatlich die 1929 von Toufic Mizrahi gegründete Wirtschaftszeitschrift Le Commerce du Levant.